# Reinoso de Cerrato
Reinoso de Cerrato és un municipi de la província de Palència a la comunitat autònoma de Castella i Lleó (Espanya). Limita amb Magaz de Pisuerga, Villaviudas, Soto de Cerrato i Valdeolmillos.

## Demografia
| 1991 | 1996 | 2001 | 2004 |
| ---- | ---- | ---- | ---- |
| 101  | 86   | 82   | 69   |